# سنجاقک زمردین
سنجاقک زمردین (نام علمی: Lestes sponsa) گونه‌ای سنجاقک است که در تیره گسترده‌بالان قرار دارد. بدن این حشره سبز متالیک است. طول بال این سنجاقک ۱۹ تا ۲۳ میلی‌متر است.

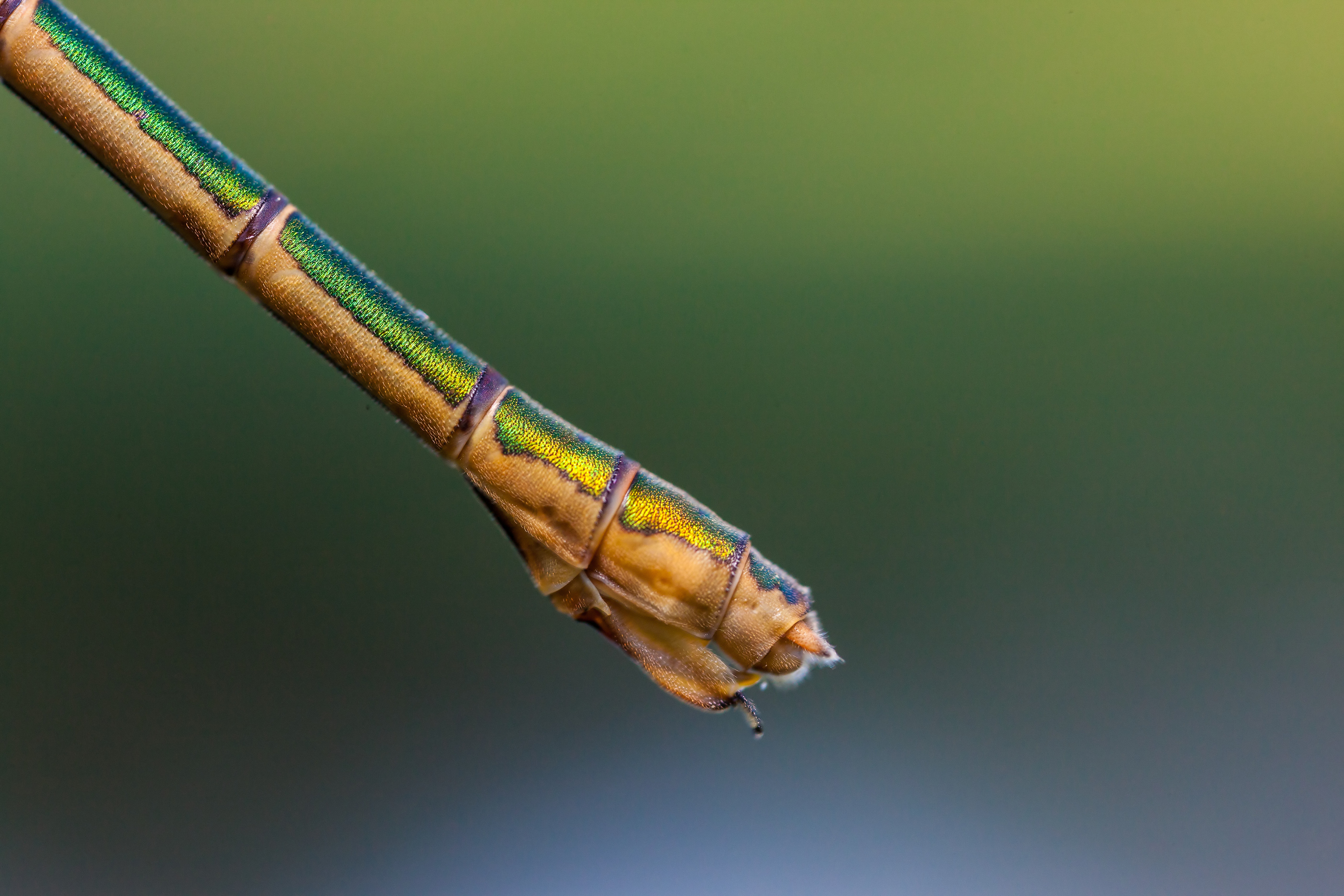
نمای بسیار نزدیک دم سنجاقک زمردین